# Úpoř
Úpoř je malá vesnice, část obce Světec v okrese Teplice. Nachází se asi dva kilometry severovýchodně od Světce. V roce 2011 zde trvale žilo 58 obyvatel.
Úpoř leží v katastrálním území Pohradice o rozloze 2,17 km². Sama vesnice Pohradice, která se nacházela jihovýchodně od Úpoře, byla z důvodu poddolování zbořena v šedesátých letech 20. století.

## Historie
První písemná zmínka o vesnici pochází z roku 1405.

## Obyvatelstvo
Při sčítání lidu v roce 1921 zde žilo 180 obyvatel (z toho 84 mužů), z nichž bylo devatenáct Čechoslováků a 161 Němců. Kromě jednoho příslušníka nezjišťovaných církví a sedmi lidí bez vyznání se ostatní hlásili k římskokatolické církvi. Podle sčítání lidu z roku 1930 měla vesnice 234 obyvatel: 29 Čechoslováků a 205 Němců. Převažovala římskokatolická většina. Pouze tři lidé patřili k evangelickým církvím a sedmnáct jich bylo bez vyznání.
|                                                                 | 1869 | 1880 | 1890 | 1900 | 1910 | 1921 | 1930 | 1950 | 1961 | 1970 | 1980 | 1991 | 2001 | 2011 | 2021 |
| --------------------------------------------------------------- | ---- | ---- | ---- | ---- | ---- | ---- | ---- | ---- | ---- | ---- | ---- | ---- | ---- | ---- | ---- |
| Obyvatelé                                                       | 110  | 99   | 94   | 158  | 162  | 180  | 234  | 125  | 106  | 68   | 47   | 28   | 30   | 58   | 59   |
| Domy                                                            | 21   | 22   | 22   | 25   | 25   | 25   | 34   | 29   | —    | 23   | 19   | 22   | 15   | 26   | 28   |
| Počet domů z roku 1961 je zahrnut v domech místní části Světec. |      |      |      |      |      |      |      |      |      |      |      |      |      |      |      |

## Pamětihodnosti
- Kaple (kulturní památka)